# Opus siliceum

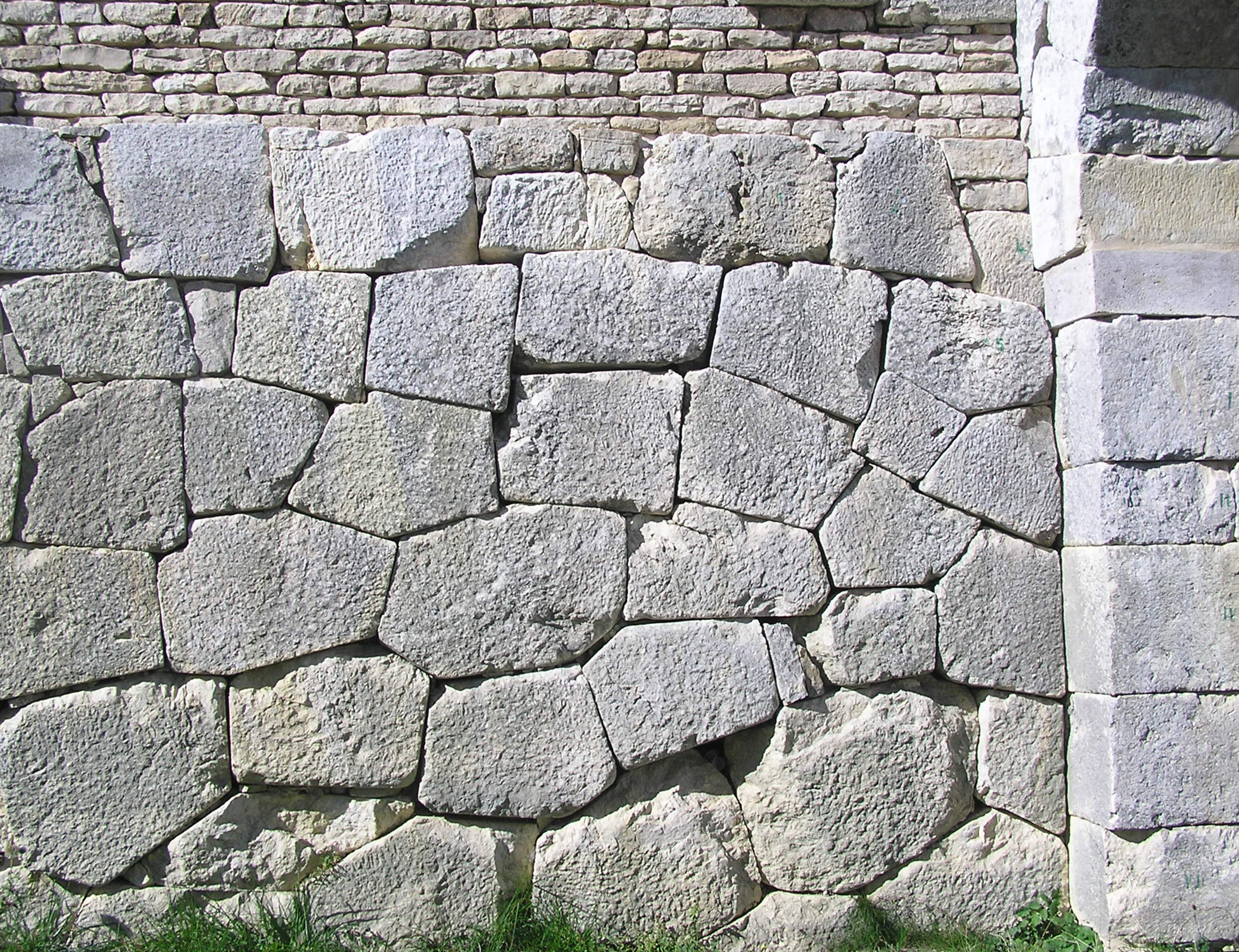
Appareil polygonal de « III° manière », théâtre antique du centre samnite de Pietrabbondante (IS).

Pour les articles homonymes, voir Opus.
L'opus siliceum, appelé aussi appareil polygonal (opus poligonalis) est une technique de construction antique, qu'on peut qualifier de cyclopéenne, utilisée dans l’Italie centrale entre le VIe et le Ier s. av. J.-C. mais également à d’autres époques.

## Caractéristiques
Cette technique est caractérisée par la superposition de gros blocs de pierre brute ou à peine dégrossie, parfois de grandes dimensions, à joint-vif (sans usage de mortier) : c’est le poids des blocs qui assure la stabilité des structures. Celles-ci ont en général une base d’une certaine largeur et vont en se rétrécissant vers le haut.
L'opus siliceum était particulièrement utilisée pour les remparts des villes et les fortifications ainsi que pour les terrasses et podiums des temples, plus généralement pour des œuvres construites sur des pentes. Souvent, on faisait simplement glisser les blocs depuis la partie supérieure de la pente jusqu’au mur en construction, qui était normalement appuyé à un terre-plein.
L’appareil polygonal a été utilisé pour construire les enceintes de nombreux centres urbains du Latium méridional, comme à Aletrium (Alatri), Circei (près de San Felice Circeo), Cora (Cori), Norba (Près de Norma), Praeneste (Palestrina), Setia (Sezze), Signia (Segni).
On distingue quatre « manières » qui, bien que représentant une amélioration progressive du point de vue technique ne donnent, du point de vue chronologique, qu’une indication approximative : en effet les manières plus anciennes continuaient à être utilisées.
Les matériaux étaient fournis surtout par les pierres calcaires locales, disponibles sur le lieu même des constructions.
- Première manière : les blocs étaient utilisés tels qu’ils étaient trouvés ou à peine dégrossis et les interstices étaient remplis d’éclats et de morceaux de pierre résultant de la taille.

- Deuxième manière : les blocs étaient choisis avec soin et étaient sommairement travaillés, en particulier les surfaces d’attouchement et le côté exposé à la vue. Les joints étaient plus précis et les interstices, toujours remplis d’éclats de pierre et des déchets de la taille, étaient plus réduits. Cette technique était utilisée sur des pentes où les blocs étaient montés sur un remblai pour obtenir un meilleur équilibre.

- Troisième manière : les blocs de pierre étaient travaillés de sorte que les surfaces en contact coïncidaient parfaitement entre elles, sans interstices. Les blocs de la façade parfaitement plats, de forme polygonale, s’unissaient parfaitement les uns aux autres. Il fallait éviter une trop forte inclinaison des murs.

- Quatrième manière : les plans d’appui, tout en restant discontinus, devenaient de plus en plus horizontaux et les blocs tendaient à une forme parallélépipédique. Parfois la taille des blocs en parallélépipèdes était la conséquence des caractéristiques naturelles de la  pierre utilisée, par exemple lorsqu’elle tendait à se fendre suivant des lignes parallèles. Cette technique pouvait produire un aspect décoratif lorsqu’elle était travaillée en bossage.